# Dežnjovov rt
Dežnjovov rt (rusko Мыс Дежнёва, Mis Dežnjova) je najbolj vzhodna točka celinske Azije, ki leži na Čukotskem polotoku na skrajnem vzhodu Rusije. Imenovan je bil leta 1879 po ruskem pomorščaku Semjonu Ivanoviču Dežnjovu, ki je leta 1648 skupaj s Fedotom Aleksejevičem Popovim priplul do njega.
Dežnjovov rt se nahaja na zahodni obali Beringovega preliva, ki povezuje Čukotsko morje na severu z Beringovim morjem in Tihim oceanom na jugu. Na vzhodni obali Beringovega preliva leži Rt waleškega princa na Sewardovem polotoku v ameriški zvezni državi Aljaska. Razdalja med Dežnjovovim rtom in Rtom waleškega princa znaša približno 85 kilometrov ter je najmanjša med azijsko in severnoameriško celino.
V osrednjem delu Beringovega preliva ležita Diomedova otoka, med katerima poteka mednarodna datumska meja. Zahodni otok je del ruskega ozemlja, vzhodni pa pripada Združenim državam Amerike. Mednarodna datumska meja prispeva k temu, da časovna razlika med otokoma, ki sta med seboj oddaljena le nekaj kilometrov, znaša 21 ur.
Uelen, najbolj vzhodno naselje v Rusiji, leži približno 20 kilometrov severno od Dežnjovovega rta. Pristanišče v tem naselju je zaradi plavajočega ledu uporabno le med julijem in oktobrom.
Razdalja med Dežnjovovim rtom in najbolj zahodno točko azijske celine pri rtu Baba v Turčiji znaša 8223 kilometrov. Razdalja med Dežnjovovim rtom in prelivom Bab-el-Mandeb v Jemnu po velikem krogu znaša približno 10.855 kilometrov in predstavlja največjo oddaljenost med dvema točkama na azijski celini.